# Habeastrum parafusum
Habeastrum parafusum is een slakkensoort uit de familie van de Diplommatinidae. De wetenschappelijke naam van de soort werd voor het eerst geldig gepubliceerd in 2019 door Simone.